# Allison Iraheta
Allison Iraheta (Glendale, California, Estados Unidos, 27 de abril de 1992) es una cantante estadounidense conocida por obtener el cuarto lugar en la final de la octava temporada del programa de tele realidad estadounidense American Idol, y ganadora de la competencia de Telemundo Quinceañera: Mamá quiero ser artista. Tras su eliminación en Idol, Iraheta firmó un contrato discográfico con las compañías discográficas 19 Entertainment y Jive Records. Su álbum debut, Just Like You fue publicado el 1 de diciembre de 2009. Actualmente, es vocalista líder del grupo musical Halo Circus.

## Biografía
Iraheta nació en Glendale, California. Sus padres, inmigrantes salvadoreños, se mudaron a Estados Unidos antes de que naciera. Es la menor de sus hermanos, Jacki y Carlos. Según comenta su familia, empezó a cantar desde su infancia. En 2001, empezó a tomar clases de técnica vocal con Raphael Enríquez en Los Ángeles Music and Art School, una escuela comunitaria sin ánimo de lucro en el este de Los Ángeles. Antes de su salto a la fama, Iraheta fue intérprete frecuente en el local Latin Electronics Store La Curaçao, y en el concierto benéfico anual en Los Ángeles Music and Art School, Stars for the Arts. Iraheta asistió a la escuela Los Ángeles' Animo Ralph Bunche Charter High School.

## Carrera profesional

### 2006-2009:Quinceañera: Mamá quiero ser artista
En 2007, Iraheta ganó el reality show de canto "Quinceañera: Mamá quiero ser artista", producido y transmitido del 2006 al 2007 en Telemundo. En este programa, cantó en dos idiomas —inglés y español—.
En el reality show, un grupo de niñas adolescentes tales como Olivia Bonilla, Brissia Mayagoitia y otras niñas de Hispanoamérica y América Latina competían en un concurso de canto por el premio mayor de 50.000 dólares y un contrato discográfico. Iraheta fue la primera y única ganadora de la competencia y recibió el gran premio, pero por problemas legales del show, el contrato discográfico nunca se finalizó y la producción del show fue cancelada.

### 2009:American Idol
Iraheta audicionó para la octava temporada del telerrealidad estadounidense American Idol en San Francisco en 2009. Cantó el tema «(You Make Me Feel Like) A Natural Woman» de Aretha Franklin y lo repitió en las ronda de audiciones en Hollywood. Los jurados acordaron por unanimidad pasarla a las rondas semifinalistas. Simon Cowell dijo «mantengan sus ojos en ella» y Paula Abdul predijo que Iraheta sería un «caballo negro» en la competencia.
Los jueces Simon Cowell y Randy Jackson declararon a Iraheta como «una concursante para observar en esta competencia» después de su interpretación del tema «Alone» de la banda de rock Heart durante las semifinales. Por su interpretación, Iraheta ganó elogios unánimes de los jueces, con Abdul elogiándola por ser capaz de «cantar la guía telefónica». Iraheta estuvo entre las votaciones más altas obtenidas por las mujeres del Grupo 2, y junto a Kris Allen y Adam Lambert avanzaron directamente de las semifinales.
Iraheta inició su camino en las semifinales con una interpretación bien recibida del tema de Michael Jackson «Give In to Me». Una vez más, Abdul elogió a Iraheta por ser una rock star, con la aprobación del resto del panel. La siguiente semana, Iraheta interpretó el tema de Patty Loveless «Blame It On Your Heart». Iraheta recibió excelentes críticas por parte del jurado, pero llegó al «Bottom 3» por primera vez. En la ronda «Motown Night», Iraheta interpretó una versión del tema de Temptations «Papa Was a Rollin' Stone». La presentación generó la ovación del mentor Smokey Robinson, así como también elogios de los jueces. Con entusiasmo, DioGuardi elogió a Iraheta por «tener una voz que viene de Dios... ¡no puedes enseñar eso! ¡Tú puedes cantar como si hubieses cantado por 40 años!».

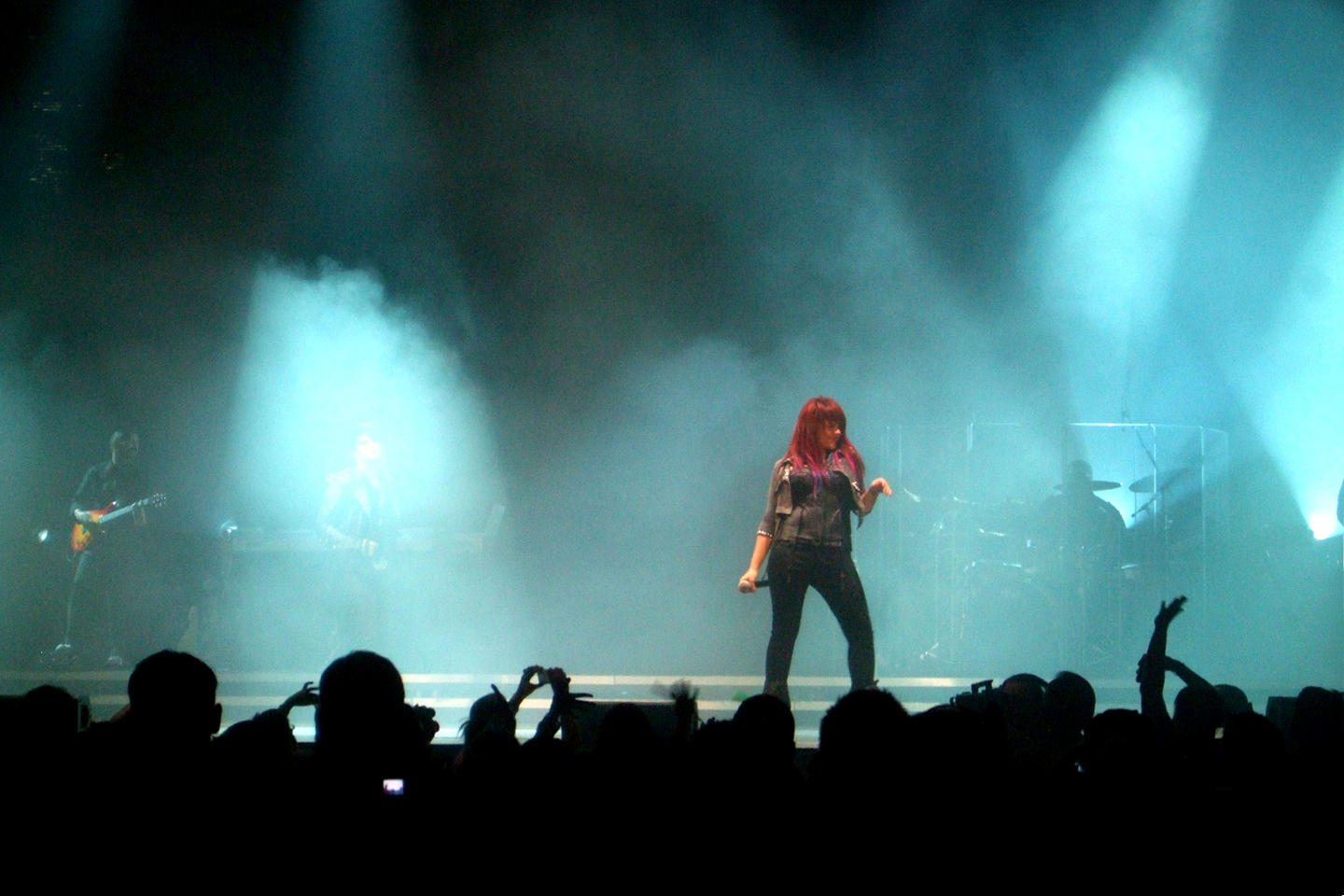
Iraheta cantando durante el American Idols Live! Tour en 2009.

En la noche del Top Descargas, Iraheta interpretó el tema de No Doubt «Don't Speak» mientras tocaba la guitarra terminando en el «Bottom 3» nuevamente. Para su presentación durante la semana del Top 8, Iraheta cantó el tema de Bonnie Raitt «I Can't Make You Love Me», por la que recibió muchos elogios. Jackson la comparó con la ganadora de la primera temporada Kelly Clarkson, y DioGuardi comentó: «¿Sabes qué? ¡Vamos a hacer un disco! Después de hacer un cóver del tema de Aerosmith «I Don't Want to Miss a Thing» durante la ronda «Noche de Película», Cowell declaró: «Podemos ver todo tu camino. Ustedes son la única esperanza para que las niñas ganen esta competencia». Abdul la comparó con uno de los concursantes Adam Lambert, diciendo que los dos poseen la misma «esencia».
Durante la segunda ronda Top 7 —debido a la salvación de los jurados a Matt Giraud—, Iraheta interpretó una versión rock-fusión del tema de Donna Summer, «Hot Stuff». Emergentes en una escalera de color rojo brillante, Iraheta fue elogiada por Cowell por haber dado «una brillante interpretación». DioGuardi elogió a Iraheta, «¡Eso fue como un 9–10 para mí!» La siguiente noche, Iraheta entró por tercera vez en el «Bottom 3», y Lil Rounds fue eliminada de la competencia, dejando a Iraheta como la única concursante femenina. La siguiente semana, Iraheta interpretó un aclamado cóver del tema «Someone to Watch Over Me» como parte del tema Rat Pack. Jackson comparó su habilidad vocal con la de Pink, «pero con 9.000 octavas más», mientras que DioGuardi comento «tú ganaste algunos más esta noche... ¡si eso no te impulsa a la final, no se que lo hará!». Durante el show de resultados posteriores, fue revelado que Iraheta fue una de los dos mejores candidatos más votados —junto a Danny Gokey— de la noche.
La siguiente semana, Iraheta interpretó una versión solista del tema de Garnet Mimms «Cry Baby» y cerró el show con el tema «Slow Ride», un dueto con Adam Lambert. En cuanto a su interpretación de «Cry Baby», Cowell recalcó que su crecimiento a lo largo era «asombrosa», y la elogió por su «completa confianza y fuerte voz». Su dueto de «Slow Ride» con Lambert recibió más elogios de los jueces, DioGuardi la describió como una «una diosa del rock». El mentor Slash comentó que Iraheta poseía una mejor voz que la mayoría de las mujeres mayores a ella.
El 6 de mayo de 2009, Iraheta fue eliminada de la competencia quedando en el cuarto lugar. Slash twuiteó que «Allison [sic] no merecía ser eliminada tan pronto, ella tiene un gran potencial». Asimismo, el director musical de American Idol Rickey Minor estuvo en «absoluto choque» por su partida.

### Salida deAmerican Idoly álbum debut
Después de su eliminación, Iraheta realizó una aparición especial en Live with Regis and Kelly, The Ellen DeGeneres Show,Larry King Live, así como también en Partners de Fox Televisión y numerosas estaciones de radio alrededor del país. 
El 9 de junio de 2009, seguido de semanas de especulación, se oficializó que Iraheta había firmado un contrato discográfico con Jive Records y 19 Recordings.
Desde que Iraheta terminó de cuarto lugar en la octava temporada de American Idol, participó en el American Idols LIVE! Tour 2009, interpretando el tema «So What» de Pink, «Cry Baby» de Janis Joplin, «Barracuda» de Heart, y «Slow Ride» —con Adam Lambert— de Foghat. Iraheta también interpretó «Barracuda» de Heart en The Tonight Show with Conan O'Brien el 15 de julio de 2009 para promover la gira. En septiembre de 2009, Allison completó la gira de 50 ciudades con sus compañeros de Idol, durante el cual empezó a grabar su álbum debut, bajo el sello Jive Records, trabajando con Kevin Rudolf, Tommy Henriksen y Max Martin. En abril de 2010, se anunció que Iraheta sería telonera de Adam Lambert durante su GlamNation Tour.
El álbum debut de Iraheta fue publicado el 1 de diciembre de 2009. El primer sencillo, «Friday I'll Be Over U», producido por Max Martin, debutó el 5 de octubre de 2009 y fue puesto a disposición del público a través de distribución digital el 3 de noviembre de 2009. De acuerdo a la revista especializada Rolling Stone, Jive Records esperaba que Allison vendiera 75.000 copias de su álbum en la primera semana. El álbum vendió aproximadamente 32.000 copias en su primera semana, debutando en el 35.º lugar del Billboard 200. Aproximadamente 7.000 de las copias vendidas en su primera semana fueron en descarga digital, debutando en la posición 14.º en el Billboard Digital Albums Chart. El tema de Allison, «Pieces», apareció en el capítulo de American Idol transmitido el 13 de enero de 2010. Allison interpretó su segundo sencillo titulado «Scars» en la novena temporada de American Idol el 25 de febrero de 2010. Allison se unió a Orianthi en la gira de Adam Lambert, GlamNation Tour.
En julio de 2010, durante una entrevista con Beatweek Magazine, Iraheta comentó que escribiría más material para su segundo álbum y que sería mucho más «personal». Iraheta fue expulsada del sello Jive Records y de 19 Entertainment en septiembre de 2010. El 1 de marzo de 2012, una de las nuevas canciones de Iraheta, de nombre «Self-Control», fue incluida en un vídeo musical de Skaist -Taylor.

### 2013-presente: Halo Circus
El 3 de enero de 2013, Iraheta anunció en su cuenta de Twitter que había formado una nueva banda llamada Halo Circus. Los integrantes de la banda son: Matthew Hager (bajo), David Immerman (guitarra) y Valerie Franco (batería). La banda marcó un cambio de dirección musical para Iraheta tras un hiatus en 2012, tiempo en el que según palabras de Iraheta, «solía reagruparme, encontrarme a mi misma y re-descubrir mi voz». El 7 de enero, la cuenta en Twitter de Halo Circus se declaró que un álbum con nueva música estaba «casi listo pero no hay fecha de lanzamiento aún».[cita requerida] Halo Circus realizó sus primeras apariciones en el club nocturno The Troubadour en West Hollywood, California el 26 de enero de 2013. Iraheta empezó una relación con Hager el día siguiente. Realizaron su segundo concierto en el Whisky a Go Go el 17 de abril y su tercer concierto en el Hotel Café el 21 de mayo de 2013. El 30 de mayo de 2013, fueron publicadas en la página web de NBC Latino unas escenas de su actuación en el Hotel Café, junto a una entrevista con Iraheta y Hager. En la entrevista, Hager dijo «Allison pasó a ser una de las mejores vocalistas que he escuchado en todos los niveles». Se anunció el 14 de junio de 2013, que Valerie Franco dejaría la banda. El 25 de junio de 20013, Verónica Bellino fue anunciada como el reemplazo de Valerie en la página oficial en Facebook. En julio de 2013, la banda firmó un contrato discográfico con el sello Manimal Vinyl. Lanzaron su primer sencillo «Gone» en iTunes el 8 de octubre de 2013.

## Discografía
| Álbumes de estudio como solista - 2009: Just Like You | Sencillos como solista - «Friday I'll Be Over U» - «Scars» - «Don't Waste The Pretty» |

## Premios y nominaciones
| Year | Premiación         | Categoría                                          | Resultado |
| ---- | ------------------ | -------------------------------------------------- | --------- |
| 2009 | Teen Choice Awards | Choice Summer Tour (junto al American Idol Top 10) | Nominada  |